# Olga Auguste
Olga Auguste (ur. 1896 w guberni kurlandzkiej, zm. 5 lipca 1973 w Rydze) – polityk Łotewskiej SRR.
Od 1925 należała do WKP(b), do 1934 studiowała w Komunistycznym Uniwersytecie Mniejszości Narodowych Zachodu im. Juliana Marchlewskiego, od 1935 prowadziła nielegalną działalność komunistyczną na Łotwie. Została aresztowana i 21 czerwca 1940 zwolniona. Od 21 czerwca do października 1940 była sekretarzem KC KPŁ, od października 1940 członkiem Biura KC Komunistycznej Partii (bolszewików) Łotwy, od 21 grudnia 1940 do 26 sierpnia 1944 sekretarzem KC KP(b)Ł ds. kadr, a 1951-1957 zastępcą przewodniczącego Prezydium Rady Najwyższej Łotewskiej SRR.